# Aeroflot
Aeroflot - Aerolíneas rusas (en ruso: Аэрофло́т - Росси́йские авиали́нии, Aeroflot - Rossiyskiye avialinii) o Aeroflot (en ruso: Аэрофлот, "Flota aérea") es la aerolínea de bandera de la Federación de Rusia y la mayor de las existentes en el país. Opera servicios de pasajeros y de carga a destinos nacionales e internacionales, principalmente desde su centro de operaciones en el Aeropuerto Internacional de Moscú-Sheremétievo.

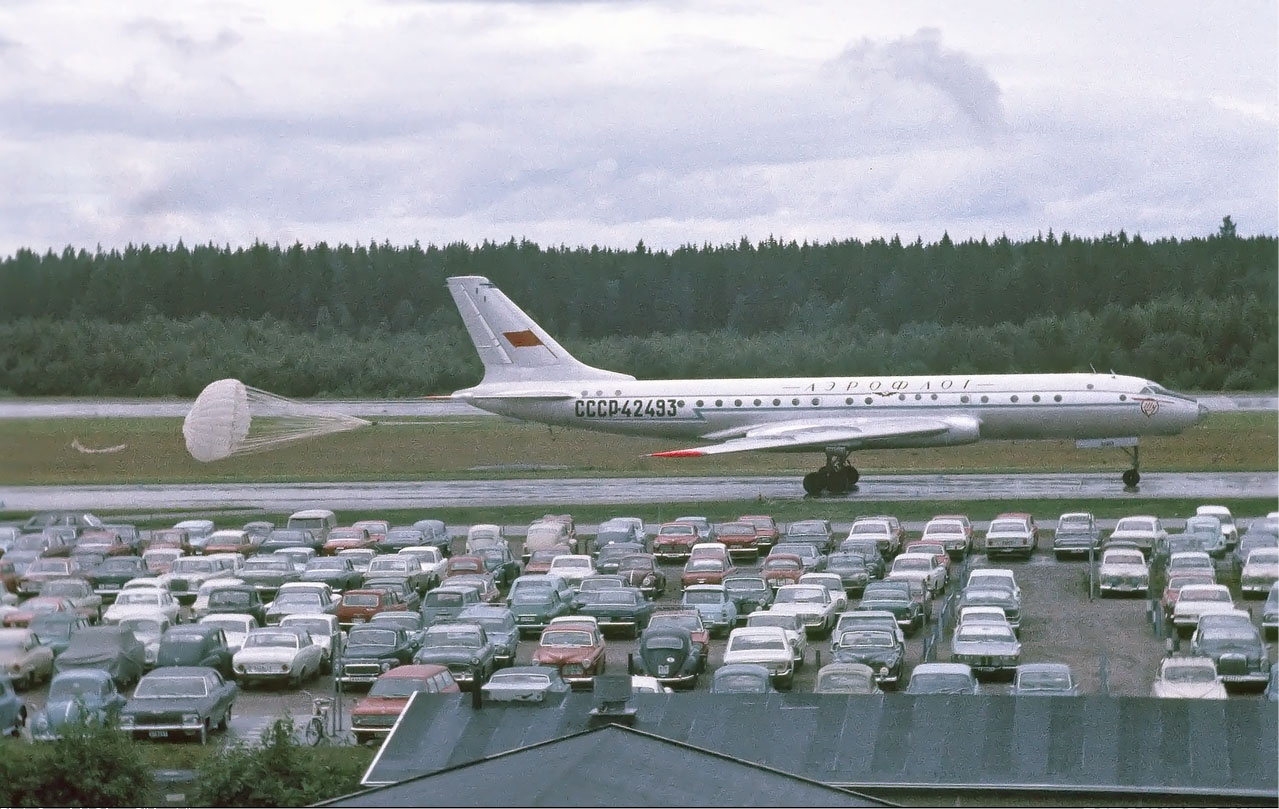
Tupolev Tu-104 de Aeroflot aterrizando en el aeropuerto de Estocolmo-Arlanda en 1968

Aeroflot es una de las aerolíneas más antiguas del mundo, fue fundada en 1923 como una empresa de propiedad totalmente estatal. En su época también fue la compañía aérea más importante de la Unión Soviética y la mayor del mundo. Tras la disolución de la URSS, la compañía pasó de ser una empresa estatal en una empresa semi-privada, con una participación mayoritaria (51%) del Gobierno ruso. A partir de septiembre de 2013, el Grupo Aeroflot tenía 30 328 empleados.
La compañía se ha embarcado en un programa de modernización de la flota, una amplia reestructuración de las rutas y un cambio de imagen. La aerolínea se unió a SkyTeam en abril de 2006, convirtiéndose en el décimo miembro de la alianza.
A partir de marzo de 2020, el Gobierno de Rusia posee el 51 % de Aeroflot a través de la Agencia Federal para la Gestión de la Propiedad Estatal, y el resto de las acciones son de flotación libre. En marzo de 2022 SkyTeam y Aeroflot acordaron suspender temporalmente la membresía de la aerolínea, una de las muchas respuestas corporativas a la invasión rusa de Ucrania en 2022.
Desde finales de 2024 y a lo largo de 2025, Aeroflot ha comenzado una paulatina restauración de sus rutas internacionales, tras las restricciones impuestas por las sanciones internacionales derivadas de la invasión rusa de Ucrania. En diciembre de 2024, la aerolínea reanudó vuelos directos a Hong Kong, suspendidos desde 2020, con una frecuencia de tres veces por semana. A principios de 2025 también reinició operaciones hacia Kazajistán, incluyendo destinos como Almaty, Astana y Atyrau.

## Historia
En 1921, poco antes del fin de la guerra civil rusa, el nuevo gobierno estableció en la Rusia europea el Departamento de Administración de la Flota Aérea Civil; que supervisó un nuevo proyecto aéreo. Una de sus primeras funciones fue la subvención de la Deutsch-Russische Luftverkehrs A.G (Deruluft); aerolínea que se encargaba de las rutas entre Alemania y Rusia. 
El 25 de febrero de 1932, todas las actividades de aviación civil se agruparon bajo el nombre de Dirección Principal de Aviación Civil (Главное управление Гражданского воздушного флота ГУ ГВФ) que se resumió bajo las siglas de Aeroflot. En 1937 empezaría los vuelos comerciales; de los que antes se encargaba Deruluft.
A finales de los años 1930 se convirtió en la aerolínea más grande del mundo con más de 64.000 empleados y operando alrededor de 3.000 aeronaves. 
El 15 de septiembre de 1956 se convirtió en la primera aerolínea en usar regularmente las aeronaves a reacción, con el Tupolev Tu-104.
En enero de 1971 empezó a formar parte de la Asociación Internacional de Transporte Aéreo (IATA). A partir de los años 1970, los vuelos transatlánticos hacían escala en el aeropuerto de Shannon; ya que era el aeropuerto más occidental de Europa que no pertenecía a la OTAN.
El 15 de septiembre de 1983 se le retiró la licencia que le permitía volar a los Estados Unidos; la cual se le devolvió el 2 de agosto de 1990. El motivo de la retirada fue el accidente del Vuelo 007 de Korean Air supuestamente derribado por aviones militares soviéticos durante la Guerra Fría. 

El logotipo de la "hoz y el martillo alados" de Aeroflot.

En 1992, tras la caída de la Unión Soviética, Aeroflot se dividió en más de 300 aerolíneas regionales; y los vuelos internacionales los operó Russian International Airlines (ARIA). 
En 1994 la aerolínea se convirtió en una sociedad anónima y se vendió un 49% de las acciones a los empleados. También se llevó a cabo una renovación de la flota. 
Hubo planes para reemplazar el viejo logotipo de la hoz y el martillo de la era soviética, al que algunas personas en occidente veían como un recordatorio del comunismo soviético. Sin embargo, como durante más de 70 años fue el símbolo más reconocible de la empresa, se mantuvo el logotipo.
En 2011, Aeroflot adquirió los activos de aviación de la Corporación Estatal de "Rostekhnologii", que incluyen cinco aerolíneas.
También, de acuerdo con sus planes, la aerolínea planea ocupar el 27% del mercado del transporte en Rusia en el 2011 y en el 2025, el 45,4% del mercado.

## Destinos
Su centro de conexiones está en el Aeropuerto Internacional de Moscú-Sheremétievo. Desde allí opera, América y Asia. Desde 2022 tiene suspendidas las operaciones a Europa por la Guerra de Ucrania. 

### Vuelos en código compartido
Aeroflot perteneció  a la alianza Skyteam desde 2006 hasta 2022 que fue suspendida.  Realizaba vuelos en código compartido con otras aerolíneas de la alianza:
- Aerolíneas Argentinas
- Aeroméxico
- Air Europa
- Air France
- Alitalia
- China Airlines
- China Eastern Airlines
- China Southern Airlines
- Czech Airlines
- Delta
- Garuda
- Kenya Airways
- KLM
- Korean Air
- Middle East Airlines
- Saudia
- TAROM
- Vietnam Airlines
- Xiamen Airlines
- LATAM

También realizaba estos vuelos con sus filial Donavia y con otras aerolíneas:
- airBaltic
- Air Serbia
- Bulgaria Air
- LOT Polish Airlines
- MIAT Mongolian Airlines
- Scandinavian Airlines
- Estonian Air
- Rossiya
- Air Malta
- Adria Airways
- Cyprus Airways
- Finnair
- Belavia
- Air India
- Cubana de Aviación
- Emirates
- Iran Air

## Flota

### Flota Actual
Desde 1994, se ha ido sustituyendo las antiguas aeronaves de fabricación rusa por modernas aeronaves. Hoy por hoy, la mayoría de la flota es de Airbus, aunque también encontramos varios Boeing. Los Superjet 100 son las únicas unidades de fabricación rusa, y se destina a conexiones con Asia y Rusia/Europa del Este respectivamente.
Actualmente cuenta con las siguientes aeronaves (abril de 2023):
La flota de la Aerolínea posee a abril de 2023 una edad media de: 7,3 años.
En los próximos años, pretende aumentar su flota con la incorporación de aeronaves de nueva fabricación, como el Airbus A350 y el Irkut MC-21.

## Accidentes aéreos
Aeroflot ha registrado un total de 731 accidentes, con un total de 8.231 víctimas mortales, siendo, entonces, la aerolínea con más muertes y accidentes de la historia de la aviación, teniendo aproximadamente cinco veces más accidentes que cualquier otra compañía aérea. 
Desde 1994 (vuelo 593) hasta 2019 no tuvo accidentes, hasta que el 5 de mayo de 2019, 41 personas fallecieron cuando el vuelo 1492 de Aeroflot se incendió. En estos datos no se incluye los accidentes de las filiales (como Aeroflot-Nord y el Vuelo 821 de Aeroflot perteneciente a esta).
Otros accidentes significativos son:
- Vuelo 2230 de Aeroflot: 16 de noviembre de 1967, 107 muertos.
- Colisión en el aire de Yukhnov de 1969 (Vuelo 831 de Aeroflot): 120 muertos.
- Vuelo 1661 de Aeroflot: 1 de abril de 1970, un Antonov An-24 colisionó con una radiosonda. 45 muertos.
- Vuelo 244 de Aeroflot: 15 de octubre de 1970, fue el primer secuestro aéreo exitoso en la historia de la aviación civil soviética. 1 muerto.
- Vuelo 1912 de Aeroflot: 25 de julio de 1971, 97 muertos.
- Vuelo 1491 de Aeroflot: 18 de mayo de 1972, 122 muertos.
- Vuelo 558 de Aeroflot: 31 de agosto de 1972, 102 muertos.
- Vuelo 1036 de Aeroflot: 1 de octubre de 1972, 109 muertos.
- Vuelo 217 de Aeroflot: 13 de octubre de 1972, 174 muertos. En su momento fue el peor accidente aéreo de la historia.
- Vuelo 3932 de Aeroflot: 30 de septiembre de 1973, 108 muertos.
- Vuelo 964 de Aeroflot: 13 de octubre de 1973, 122 muertos.
- El Accidente de un Aeroflot Il-18 en Leningrado en 1974: 109 muertos.
- Vuelo 909 de Aeroflot: 6 de marzo de 1976, 111 muertos.
- Vuelo 3843 de Aeroflot: 13 de enero de 1977, 90 muertos.
- Vuelo 6709 de Aeroflot: 19 de mayo de 1978, un Tupolev-154M sufrió una pérdida simultánea de los tres motores y realizó un aterrizaje de emergencia forzoso, resultando en la destrucción parcial de la aeronave y la pérdida de cuatro vidas.
- Colisión aérea en Dniprodzerzhynsk de 1979: 11 de agosto de 1979, un error de un controlador aéreo provoca que dos aviones Tupolev Tu-134AK de Aeroflot choquen en el aire. 178 muertos.
- Vuelo 4225 de Aeroflot: 8 de julio de 1980, 166 muertos.
- Vuelo 3603 de Aeroflot: 17 de noviembre de 1981, 99 muertos.
- Vuelo 8641 de Aeroflot: 28 de junio de 1982, 132 muertos.
- Vuelo 3352 de Aeroflot: 11 de octubre de 1984, mientras aterrizaba en el avión se estrelló contra los vehículos de mantenimiento de la pista de aterrizaje, matando a 174 personas a bordo y 4 en tierra. Una cadena de errores en las operaciones aeroportuarias contribuyó al accidente, siendo su causa principal un controlador aéreo que se quedó dormido en servicio.
- Vuelo 3519 de Aeroflot: 23 de diciembre de 1984, 110 muertos y un superviviente de 29 años.
- Vuelo 7425 de Aeroflot: 10 de julio de 1985, es el accidente con mayor número de víctimas (200) ocurrió cuando un Tupolev Tu-154 que cubría la ruta Taskent-San Petersburgo se estrelló en Uzbekistán debido a un error del piloto.
- Vuelo 505 de Aeroflot: 16 de enero de 1987, accidente provocado por una fuerte turbulencia provocado por la estela de un avión que había pasado poco antes. 9 muertos.
- Vuelo 528 de Aeroflot: 19 de junio de 1987, salida de pista provocada por un intento fallido de aterrizaje con mal tiempo. 8 muertos.
- Vuelo 3739 de Aeroflot: 8 de marzo de 1988, un avión sufre un secuestro aéreo, acaba en una base militar rusa y fue asaltado por militares. 9 muertos, incluidos los 5 secuestradores.
- Vuelo 2808 de Aeroflot: 27 de agosto de 1992, mientras intentaba aterrizar se estrelló contra un grupo de edificios. 84 muertos.
- Vuelo 593 de Aeroflot: 23 de marzo de 1994, un Airbus A310 de Aeroflot se estrelló en Novokuznetsk, Óblast de Kemerovo, Rusia, falleciendo las 75 personas que viajaban a bordo, después de que el piloto dejase a su hijo tomar los mandos, provocando una desconexión parcial del piloto automático.
- Vuelo 9981 de Aeroflot: 8 de octubre de 1996, Un Antonov An 124-100 se estrelló al hacer un intento de aterrizaje en San Francesco al campo. Italia murieron 4 personas y sobrevivieron 21
- El 21 de septiembre de 2001, Ilyushin Il-86 (RA-86074) aterrizó en el aeropuerto de Dubái debido a un error del piloto; los 322 pasajeros y la tripulación sobrevivieron, pero el avión fue cancelado. La aeronave operaba un servicio internacional de pasajeros programado entre Moscú y Dubái como el vuelo 521.
- El 30 de junio de 2008, el Tupolev Tu-154 M (RA-85667) sufrió una falla incontenible del motor al despegar del aeropuerto de Pulkovo en ruta a Moscú; los 112 pasajeros y la tripulación sobrevivieron, pero la aeronave fue cancelada y estacionada en el aeropuerto de Pulkovo, donde se desmanteló en agosto de 2009. Este accidente llevó a Aeroflot a retirar el Tu-154 del servicio a partir de finales de 2008 y se retiró por completo. todos los Tu-154 en 2010 y los reemplazó con aviones de la familia Airbus A320.
- El 14 de septiembre de 2008, el vuelo 821 de Aeroflot operado por Aeroflot-Nord en un acuerdo de servicio con Aeroflot como su subsidiaria, se estrelló en la aproximación al aeropuerto de Perm, Rusia, debido a un error del piloto. Las 88 personas a bordo; incluidos 6 miembros de la tripulación y 82 pasajeros, murieron en el accidente.
- El 3 de junio de 2009, el Boeing 737-500 (VP-BXM) sufrió graves daños a causa de una granizada mientras se aproximaba a Simferopol en ruta desde Moscú. La aeronave fue cancelada y almacenada en Simferopol (sin los motores) donde fue vista por última vez en agosto de 2011.
- El 3 de junio de 2014, Ilyushin Il-96 RA-96010 fue dañado más allá de la reparación económica en un incendio mientras estaba estacionado en el aeropuerto internacional de Sheremetyevo, Moscú.
- El 3 de enero de 2017, Airbus A321 VP-BES invadió la pista al aterrizar en el aeropuerto de Khrabrovo, lo que provocó el colapso de la armadura de nariz; la aeronave, que operaba un servicio Moscú-Kaliningrado como Vuelo 1008, sufrió daños menores.
- Vuelo 1492 de Aeroflot: 5 de mayo de 2019, al menos 41 personas perdieron la vida al verse afectadas a un aterrizaje de emergencia de uno de los aviones de la flota de Aeroflot, concretamente un Sukhoi Superjet 100. El avión efectúo un primer aterrizaje, el cual resultó fallido. En su segundo intento, el fuselaje de la aeronave golpeó fuertemente contra la pista, provocando un grave incendio.